# Clematis theobromina
Clematis theobromina är en ranunkelväxtart som beskrevs av Stephen Troyte Dunn. Clematis theobromina ingår i släktet klematisar, och familjen ranunkelväxter. Inga underarter finns listade i Catalogue of Life.